# Recinto de La Longía (Calatayud)
El Recinto de La Longía es una fortaleza de origen musulmán, construido en el siglo X y localizado en el municipio zaragozano de Calatayud, España.

## Historia
Según diversas fuentes, Calatayud fue fundada en el 716 por Ayyub ben Habib al Lajmi en lo que hoy conocemos por castillo de Doña Martina. El historiador Al-Udri narra como en el 862 Muhammad I, encomendó la misión de  ampliar las fortificaciones de Calatayud a Abderramán ben Abdelaziz el Tuyibí, con el fin de poder defender la ciudad de los Banu Qasi, señores de Zaragoza.
Durante el emirato de Córdoba, Calatayud formaba parte de la Marca Superior, cuyo centro era Zaragoza, siendo cabecera de un distrito que incluía Daroca. Abderramán III tomó Calatayud en el 937 ya que formaba parte de la rebelión de los Tuyibíes de Zaragoza contra el califato. Ya en 1031, Calatayud era una de las principales ciudades del reino taifa de Zaragoza, momento de gran esplendor económico y cultural que duraría aproximadamente hasta el 1110, salvo un breve periodo de semiindependencia, en que acuñó su propia moneda y se declaró taifa independiente hacia el año 1050, con Muhammad ben Hud.
En el año 1110 los Almorávides tomaron el control de la península tratando de contener el avance de la reconquista pero poco pudieron hacer, ya que en 1120, Alfonso I de Aragón, dos años después de haber tomado Zaragoza, sitió Calatayud, que se rindió, como gran parte de la zona, tras conocer la derrota de los almorávides en la batalla de Cutanda.

## Características
El recinto de la Longía se encuentra anexo al castillo de Ayyub y se trata de una albacara que serviría , bien para encerrar al ganado en caso de ataque enemigo, bien para proteger a la población de las localidades circundantes que no tuvieran cabida en los castillos. A lo largo de la muralla podemos encontrar tres torreones de planta cuadrada o semioctogonal, abiertos al interior del recinto y cubiertos con falsas bóvedas de cañón realizadas por aproximación de hileras o ligeramente apuntadas.